# Le Chauffeur d'autobus
Pour plus de détails, voir Fiche technique et Distribution.
Le Chauffeur d'autobus (Sawak al-utubis) est un film égyptien réalisé par Atef al-Tayyeb, sorti en 1982.

## Synopsis
Le film raconte l'histoire de Hassan, qui travaille comme chauffeur pour de bus pendant la journée et comme chauffeur de taxi la nuit. 
Il est le seul frère des cinq filles de son père (Imad Hamdi) qui est propriétaire d'un atelier de menuiserie.
En raison de la négligence du mari de sa sœur, qui est responsable du suivi de la comptabilité de l'atelier, celui-ci est saisi par la direction des impôts et proposé à la vente aux enchères.
Pour empêcher l'atelier d'être vendu et sauvegarder la dignité son père, Hassan demande l'aide de ses sœurs et de leurs maris mais ne trouve aucun soutien.
De plus, sa femme lui impose des exigences matérielles qu'il ne peut satisfaire avec ses maigres revenus alors qu'il consacre tout son temps et son attention à son père.
Le film a été choisi comme le huitième meilleur film de l'histoire du cinéma égyptien.

## Fiche technique
- Titre original : Sawak al-utubis
- Titre français : Le Chauffeur d'autobus
- Réalisation : Atef al-Tayyeb
- Scénario : Bachir El-dik,Mohamed khan
- Photographie : Said Elchimi
- Pays d'origine :  Égypte
- Date de sortie : 1982

## Distribution
- Nour El-Sherif: Hassan
- Mervat Amin: Mervet
- Imad Hamdi: Haj Sultane
- Hassan Houssni: Ouni
- Wahid Seif: Brenss